# Pordenone Calcio 1984-1985
Questa voce raccoglie le informazioni riguardanti il Pordenone Calcio nelle competizioni ufficiali della stagione 1984-1985.

## Rosa
| N. |                   | Ruolo | Calciatore          |
| -- | ----------------- | ----- | ------------------- |
|    | Italia (bandiera) | D     | Bruno Antoniazzi    |
|    | Italia (bandiera) | P     | Paolo Bianchet      |
|    | Italia (bandiera) | C     | Luigi Biasinutto    |
|    | Italia (bandiera) | A     | Muccio Bresolin     |
|    | Italia (bandiera) | C     | Renato Calliman     |
|    | Italia (bandiera) | C     | Claudio Canzian     |
|    | Italia (bandiera) | D     | Mauro Catto         |
|    | Italia (bandiera) | C     | Stefano De Agostini |
|    | Italia (bandiera) | C     | Massimo Del Ben     |
|    | Italia (bandiera) | D     | Nico Facciolo       |

| N. |                   | Ruolo | Calciatore       |
| -- | ----------------- | ----- | ---------------- |
|    | Italia (bandiera) | C     | Adriano Fedele   |
|    | Italia (bandiera) |       | Fornari          |
|    | Italia (bandiera) | C     | Fulvio Franca    |
|    | Italia (bandiera) | A     | Paolo Gregorich  |
|    | Italia (bandiera) | D     | Sergio Marassi   |
|    | Italia (bandiera) | D     | Maurizio Siega   |
|    | Italia (bandiera) | D     | Walter Spagnoli  |
|    | Italia (bandiera) | A     | Luca Vrech       |
|    | Italia (bandiera) | D     | Alessandro Zanin |
|    | Italia (bandiera) | C     | Giorgio Zuccheri |